# Pośrednica (skała)
Pośrednica (ok. 450 m) – skała w miejscowości Strzegowa w województwie małopolskim, w powiecie olkuskim, w gminie Wolbrom. Znajduje się na skalistym wzniesieniu wśród pól uprawnych po zachodniej stronie drogi wojewódzkiej nr 794, pomiędzy wzniesieniami Krzywość, Kyciowa Skała i Biernatowa Skała. Pod względem geograficznym jest to obszar Wyżyny Częstochowskiej.
Całe wzniesienie zbudowane jest ze skał wapiennych i porośnięte lasem. Na jego północnych stokach znajduje się skała Pośrednica, a wśród skał w lesie są jaskinie i schrony jaskiniowe: Mikroschronisko, Jaskinia Mroczna, Dziura za Kamieniem, Schronisko w Pośrednicy Pierwsze, Schronisko w Pośrednicy Drugie, Schronisko w Pośrednicy Czwarte
Przez Pośrednicę wyznakowano Szlak Jaskiniowców.